# Antonio Saura
Antonio Saura (n. 22 septembrie 1930, Huesca, Aragon, Spania – d. 22 iulie 1998, Cuenca⁠(d), Castilia-La Mancha, Spania) este considerat ca unul dintre cei mai mari artiști  din ultimii 50 ani.
Antonio Saura s-a născut în Huesca, Aragon și a trăit cu familia sa în Madrid, Valencia și Barcelona. De la o vârstă fragedă îl acompania pe tatăl său la Muzeul Prado unde a rămas adânc impresionat de "Hristos Crucificat" (1632) de Diego Velazquez și  "Perro semihundido" (1821-21) de Francisco Goya, care va avea o mare influență asupra tematicilor abordate un lucrările lui viitoare. Auto-didact, el a început să picteze și să scrie în 1947 pe când era în convalescență după o boală îndelungată. Între 1948 și 1950 el a creat seria "Constelații" în care se percepe o influență clară a tablourilor lui Miro ai anilor 1930 și 1940, de asemeni și cenceptia artistică a Suprarealismului, în jurul figurii Andre Breton. Între anii 1853 și 1955, el a trăit în Paris unde, inițial, a făcut parte din activitățile grupului suprarealist condus de către Breton, și mai târziu a făcut cunoștință cu "Informalismul francez" (așa numitul Art-Autre), și picturile americane, în 1957, Saura a înființat grupul El Paso în Madrid pe care el l-a condus până s-a desființat în 1960. Manifestul grupului era dorința de a crea un nou limbaj pictural în contextul Avangardei Europene din acel timp. Acei ani au văzut dezvoltarea Informalismului Spaniol, în care grupul El Paso și virtual toți artiștii din grupul Catalonian "Dau al Set" (din care Antoni Tapies a fost membrul lider) a luat parte în anii '50 și începutul anilor 60 Saura a lucrat cu Antoni Tapies, Enrique TA¡bara, and Manolo Millares și mulți alți Informalisti Spanioli. 
Antonio Saura a luat parte la "Bienalul" în Veneția în 1958 și în "Documenta" în Kassel în 1960. În aceeași ani , câștigase Premiul Guggenheim în New York. Defaot, de la sfârșitul anilor 50 este aproape imposibil să ne imaginăm piarta artei internaționale fără portrele lui, care se regăseau între abtractizare și figurationalism. 
Antonio Saura a fost cunoscut în lumea întreagă pentru straturile gros întunecate de ulei și lucrările lui sunt afișate în multe galerii prestigioase. Extraordinara temă a lucrărilor lui Saura erau portretele, iar din acestea, femeile. Lucrări grafice de Antonio  Saura sunt mai puțin cunoscute. Aceste lucrări sunt compoziții cu multe figuri și compoziții iregulare. Antoniuo Saura a murit în 1998 în Cuerca, Spania. 
1. 1 2  Antonio Saura, Find a Grave, accesat în 9 octombrie 2017
2. 1 2  Antonio Saura Atarés, Gran Enciclopedia Aragonesa
3. 1 2  Autoritatea BnF, accesat în 10 octombrie 2015
4. 1 2  Antonio SAURA, Le Delarge
5. 1 2  Antonio Saura (în engleză), RKDartists
6. ↑  Antonio Saura, Benezit Dictionary of Artists, accesat în 9 octombrie 2017
7. ↑  Museum of Modern Art online collection, accesat în 4 decembrie 2019